# 毛利和昭
毛利 和昭（、1957年〈昭和32年〉8月13日 - ）は、日本のアニメーター、キャラクターデザイナー、アニメ演出家。岡山県岡山市出身。

## 来歴・人物
子供の頃からアニメーション、特撮が好きで絵を描くことも得意だったことがきっかけでアニメ業界へ。大阪デザイナー学院（現：大阪デザイナー専門学校）を経て1978年、アニメアールに入社。
谷口守泰率いる第1スタジオに所属し、主にサンライズや土田プロ、ぴえろ作品などで印象的な作画を披露。OVA黎明期に初のキャラクターデザインを手掛けた『ドリームハンター麗夢』は現在もカルト的な人気を誇る。
当時の第1スタジオには他に沖浦啓之、逢坂浩司、柳沢まさひで、小森高博らが所属し、互いに腕を振るい合うことで業界の注目を集めていた。
アニメーター金田伊功の影響を受ける、いわゆる金田フォロワーの1人であり、当時の若手金田フォロワーの中でも抜きん出たアクションアニメーターとして頭角を現しており、多くのTVアニメで作品の顔であるオープニング・アニメーションに名を連ねる。
金田フォロワーの盟友、田村英樹からの誘いで、金田伊功がアニメーションディレクターを務めた1984年のOVA『BIRTH』に参加が予定されていたが、スケジュールが合わず断念、同じカナメプロダクションによる次作、『幻夢戦記レダ』からメインアニメーターとして参加し、以後もカナメ作品のアクションシーン、エフェクト作画を担当した。
1988年公開のアニメ映画『AKIRA』では、作画監督補を務めた森本晃司から参加を強く要請されるが、前年に『ブラックマジック M-66』、『ロボットカーニバル』原画という、重たい仕事が続いたことで作品の路線変更を計る意図から、参加を見合わせている。
1989年にアニメアールを退社、グループ・タックにて1995年に『飛べ!イサミ』、2001年には『地球防衛家族』のキャラクターデザインを担当。現在はオー・エル・エムとフリー契約を結び、『劇場版ポケットモンスター』の「アドバンスジェネレーション」シリーズ（それ以前の作品にも参加している）からはキャラクターデザイン・総作画監督を歴任する。
特撮ファンであることから、『さすがの猿飛』でモブシーンに東宝特撮のキャラクターを描くなどしている。特撮映画『ゴジラvsビオランテ』では、正式にスタッフとして参加している。

## 参加作品

### テレビアニメ
1979年
- ザ☆ウルトラマン（原画）

1980年
- 伝説巨神イデオン（原画）

1981年
- 太陽の使者 鉄人28号（原画）
- 太陽の牙ダグラム（原画）

1982年
- ゲームセンターあらし（原画）
- さすがの猿飛（原画・作画監督）※初作画監督作品

1983年
- 装甲騎兵ボトムズ（原画）※クレジット表記なし

1984年
- 超時空騎団サザンクロス（原画）※ノンクレジット
- 魔法の妖精ペルシャ（原画）※ノンクレジット
- らんぽう（原画・作画監督）

1985年
- 星銃士ビスマルク（原画）
- 超獣機神ダンクーガ（原画）
- 蒼き流星SPTレイズナー（OPアニメ）

1986年
- 魔法のアイドルパステルユーミ（原画）

1987年
- 赤い光弾ジリオン（原画）
- ミスター味っ子（キャラクターデザイン・作画監督チーフ・OPアニメ）

1988年
- 鎧伝サムライトルーパー（OPアニメ）

1990年
- 勇者エクスカイザー（ED作画）

1991年
- 楽しいムーミン一家 冒険日記（総作画監督）

1992年
- ヤダモン（作画監督）
- カリメロ（OPアニメ）

1993年
- 忍たま乱太郎（作画監督）
- ジャングルの王者ターちゃん♡（演出・OP演出）

1995年
- 飛べ!イサミ（キャラクターデザイン・作画監督）

1996年
- こどものおもちゃ（OP原画）
- YAT安心!宇宙旅行（絵コンテ）

1997年
- マッハGoGoGo（作画監督）※クレジットのみ

1998年
- 異次元の世界エルハザード（作画監督）
- アキハバラ電脳組（絵コンテ・演出）
- ああっ女神さまっ 小っちゃいって事は便利だねっ（絵コンテ）
- ロスト・ユニバース（絵コンテ・演出・作画監督）

1999年
- スージーちゃんとマービー（絵コンテ）

2000年
- 機巧奇傳ヒヲウ戦記（作画監督）

2001年
- 地球防衛家族（キャラクターデザイン・総作画監督・作画監督）
- ポケットモンスタークリスタル ライコウ雷の伝説（原画・OPアニメーション）

2002年
- ポケットモンスター サイドストーリー（2002年 - 2004年、キャラクターデザイン・総作画監督・原画）

2003年
- コロッケ!（2003年 - 2005年、原画）

2005年
- 強殖装甲ガイバー（2005年 - 2006年、原画）

2006年
- まもって!ロリポップ（絵コンテ）

2009年
- 真マジンガー 衝撃! Z編（絵コンテ）※ノンクレジット

2010年
- ポケットモンスター ベストウイッシュ（2010年 - 2012年、アニメポケモンデザイン）

2011年
- 境界線上のホライゾン（OP原画）

2012年
- ポケットモンスター ベストウイッシュ シーズン2（2012年 - 2013年、アニメポケモンデザイン）

2013年
- ポケットモンスター XY（2013年 - 2015年、アニメポケモンデザイン）

2015年
- ポケットモンスター XY&Z（2015年 - 2016年、アニメポケモンデザイン、アクション作画監督、作画監督）

2016年
- ポケットモンスター サン&ムーン（2016年 - 2019年、アニメポケモンデザイン、作画監督）

2019年
- ポケットモンスター（2019年 - 2023年、アニメポケモンデザイン）

2021年
- メガトン級ムサシ（絵コンテ）

2023年
- 痛いのは嫌なので防御力に極振りしたいと思います。2（絵コンテ）
- ラグナクリムゾン（絵コンテ）
- ティアムーン帝国物語〜断頭台から始まる、姫の転生逆転ストーリー〜（絵コンテ）

2024年
- 戦国妖狐（絵コンテ）
- 魔王学院の不適合者 II 〜史上最強の魔王の始祖、転生して子孫たちの学校へ通う〜（絵コンテ）

2025年
- ブサメンガチファイター（絵コンテ）

### 劇場アニメ
1985年
- Gu-Guガンモ（原画）

1986年
- ウインダリア（レイアウト・メインアニメーター）

1989年
- ファイブスター物語（原画）

1993年
- グスコーブドリの伝記（原画）

1994年
- 餓狼伝説（原画）

1997年
- 天地無用!真夏のイヴ（原画）

1998年
- 劇場版ポケットモンスター ミュウツーの逆襲（原画）

2000年
- 劇場版ポケットモンスター 結晶塔の帝王 ENTEI（絵コンテ）

2002年
- 劇場版ポケットモンスター 水の都の護神 ラティアスとラティオス（絵コンテ・作画監督・原画）

2003年
- 劇場版ポケットモンスター アドバンスジェネレーション 七夜の願い星 ジラーチ（キャラクターデザイン・総作画監督）

2004年
- 劇場版ポケットモンスター アドバンスジェネレーション 裂空の訪問者 デオキシス（キャラクターデザイン・総作画監督）
- 新暗行御史（作画監督）

2005年
- 劇場版ポケットモンスター アドバンスジェネレーション ミュウと波導の勇者 ルカリオ（キャラクターデザイン・総作画監督）

2006年
- 劇場版ポケットモンスター アドバンスジェネレーション ポケモンレンジャーと蒼海の王子 マナフィ（キャラクターデザイン・総作画監督）
- 劇場版 どうぶつの森（デザインワークス・作画監督）

2007年
- 劇場版ポケットモンスター ダイヤモンド&パール ディアルガVSパルキアVSダークライ（キャラクターデザイン・総作画監督）

2008年
- 劇場版ポケットモンスター ダイヤモンド&パール ギラティナと氷空の花束 シェイミ（キャラクターデザイン・総作画監督）

2009年
- 劇場版ポケットモンスター ダイヤモンド&パール アルセウス 超克の時空へ（キャラクターデザイン・総作画監督）

2010年
- 劇場版ポケットモンスター ダイヤモンド&パール 幻影の覇者 ゾロアーク（キャラクターデザイン・総作画監督）

2011年
- 劇場版ポケットモンスター ベストウイッシュ ビクティニと黒き英雄 ゼクロム・白き英雄 レシラム（キャラクターデザイン・作画監督）
- 劇場版イナズマイレブンGO 究極の絆 グリフォン（作画監督）

2012年
- 劇場版ポケットモンスター ベストウイッシュ キュレムVS聖剣士 ケルディオ（キャラクターデザイン・総作画監督）

2013年
- 劇場版ポケットモンスター ベストウイッシュ 神速のゲノセクト ミュウツー覚醒（キャラクターデザイン・総作画監督・原画）

2014年
- ポケモン・ザ・ムービーXY 破壊の繭とディアンシー（キャラクターデザイン・総作画監督）
- 映画 妖怪ウォッチ 誕生の秘密だニャン!（原画）

2015年
- ポケモン・ザ・ムービーXY 光輪の超魔神 フーパ（絵コンテ・原画）

2016年
- ポケモン・ザ・ムービーXY&Z ボルケニオンと機巧のマギアナ（絵コンテ・作画監督・原画）

### OVA
1985年
- くりいむレモン ポップチェイサー（原画）※クレジット / 円谷映三
- 軽井沢シンドローム（原画）
- 幻夢戦記レダ（原画）
- ドリームハンターレム（キャラクターデザイン・作画監督）
- ドリームハンター麗夢スペシャルバージョン 惨夢、甦る死神博士（キャラクターデザイン・作画監督）

1986年
- 超時空ロマネスク SAMY MISSING・99（原画）※ノンクレジット
- ドリームハンター麗夢II 聖美神学園の妖夢（キャラクターデザイン）

1987年
- ドリームハンター麗夢III 夢隠 首なし武者伝説（1987年、キャラクターデザイン）
- ブラックマジック M-66（原画）
- ロボットカーニバル（作画協力）
- プロジェクトA子2（原画）

1988年
- ワット・ポーとぼくらのお話（原画）
- クレオパトラD.C.（原画）
- 機甲猟兵メロウリンク（原画）

1989年
- 勇者エクスカイザー（原画）

1990年
- NEWドリームハンター麗夢 夢の騎士達（キャラクターデザイン・絵コンテ協力）

1991年
- ドラゴンスレイヤー（絵コンテ・原画）

1992年
- NEWドリームハンター麗夢 殺戮の夢幻迷宮（キャラクターデザイン）
- うしおととら（作画監督）
- ドラゴンスレイヤー英雄伝説 王子の旅立ち（特技監修）

1993年
- モルダイバー（原画）
- ツインビー ウィンビーの1/8パニック（作画監督）

1994年
- 無責任艦長タイラー（原画）

1995年
- 卒業 聖羅ヴィクトリー（キャラクターデザイン・作画監督）
- プリンセス・ミネルバ（原画）

1997年
- ヴギィズエンジェル（原画）

1998年
- ジャングルDEいこう!（作画監督）

1999年
- ピカチュウのふゆやすみ2000（絵コンテ）

### 実写作品
1989年
- ゴジラvsビオランテ（特殊視覚効果アニメーション）

2008年
- ビットバレット（デザインワークス）

### ゲーム
1985年
- タイムギャル（原画）

1995年
- だんじょん商店会（絵コンテ・演出・作画監督）

2015年
- スクールファンファーレ（モンスターデザイン）